# Juan Carlos Véliz
Juan Carlos Véliz Fabré – kubański zapaśnik w stylu klasycznym. Triumfator Igrzysk Ameryki Środkowej i Karaibów w 1990. Trzeci w Pucharze Świata w 1988. Mistrz Ameryki Centralnej w 1990 roku.